# Vitrine tactile
 (septembre 2010).
Si vous disposez d'ouvrages ou d'articles de référence ou si vous connaissez des sites web de qualité traitant du thème abordé ici, merci de compléter l'article en donnant les références utiles à sa vérifiabilité et en les liant à la section « Notes et références ».

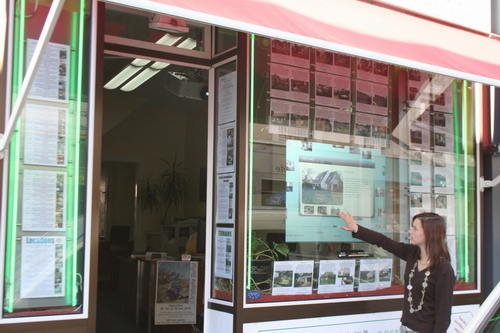
Vitrine tactile

Une vitrine tactile est un système informatique visant à présenter et à interagir avec tous types de contenus multimédia : catalogues, plaquettes, films, jeux. Elle rassemble les mêmes fonctionnalités qu'un écran tactile mais dans une plus grande envergure. Une vitrine tactile peut également être multipoint (multi-touch).

## Description
De la borne Bluetooth dans les abribus aux codes-barres 3D dans les magazines par exemple, les expériences se sont multipliées ces dernières années autour de l'idée de créer une passerelle entre le réel et le virtuel. Deux principes existent : placer des capteurs sur la vitrine et les relier à un récepteur qui est lui-même relié directement à un ordinateur qui gère la vitrine tactile ; ou installer un film tactile sur lequel est projeté une animation faisant appel aux techniques holographiques sur la vitrine. La navigation est garantie par le film posé antérieurement.

## Utilisations concrètes
On peut citer par exemple la ville de Helsinki en Finlande, qui a voulu faire découvrir aux passants certaines de ses facettes cachées en proposant un grand écran tactile multi-point et 3D. Le citywall mis en place à Helsinki permet donc à plusieurs utilisateurs d’interagir en simultané. La vitrine tactile est aussi très répandue dans les agences immobilières.